# 阿座上洋平
阿座上洋平（日语：／ Azakami Yōhei，1991年8月7日—），日本男性配音員。出身於群馬縣。青二Production所屬。舊藝名。身高180cm。

## 簡歷
阿座上洋平在觀看了《攻殼機動隊》後，被劇中冷酷而粗獷的角色所震撼，心想「我也想演那樣的角色」，於是決定成為一名配音員。
青二塾東京校第31期畢業。
2012年1月25日，當他還是Junior的成員時，他將自己的藝名從「細野洋平」改為「阿座上洋平」。「阿座上」來自他母親的娘家姓。
2016年，以《黑骸》裡的青馬劍之介時貞一角首次主演。
2024年1月1日，他在自己的X（前Twitter）上宣布與同所屬經紀公司的大和田仁美結婚。
同年3月，他以《機動戰士鋼彈 水星的魔女》中的古爾·傑特克一角獲得第18屆聲優Awards最佳男配角獎。

## 人物
興趣：卡拉OK、聽音樂、看電影、籃球。
女子職業摔角手桐生真彌是他高中話劇社時期的後輩。
喜歡的字是「自由」。

## 演出
粗體字表示主要角色。

### 電視動畫
2011年
- 罪惡王冠（學生、男子）
- ONE PIECE（2011年—2023年，海賊、士兵、魚人、夏洛特·雷桑、一美 等）

2012年
- 學活！（2012年—2013年，阿宏[13][14]、浮華男子、店員）2系列[系列 1]
- 聖鬥士星矢Ω（2012年—2013年，學生A、火星人6、樂團成員、帕拉賽德（雜兵）、鋼鐵聖鬥士 等）
- 戰國Collection（米人間、不良）
- 探險托里蘭托（黨羽）
- 櫻桃小丸子 (第2期)（2012年—2017年，澤井先生的父親、工藤先生 等）
- BRAVE10（忍者、手下）
- 農大菌物語 Returns（廣播）

2013年
- IXION SAGA DT（大臣）
- 京騷戲畫（白衣人、鏡都的居民）
- 青春紀行（2013年—2014年，四年級學長、四年級學長A、男子前輩C）
- 探險托里蘭托 -千年真寶-（左官職人獵人、怪物兵、巴沙塔國王、旅館老闆）
- 薔薇少女 (2013年版)（學生、男學生、劇團團員）

2014年
- Oreca Battle（日语：モンスター烈伝 オレカバトル）（狂戰士拉克夏沙、魔王阿祖爾）
- 即使如此世界依然美麗（黑衣人）
- 天雷爭霸：復仇者聯盟（2014年—2015年，少年、九頭蛇兵、神盾局隊員、男學生、強盗A 等）
- 東京闇鴉（祗魔官）
- NO GAME NO LIFE 遊戲人生（民眾）
- 名偵探柯南（2014年—2021年，機動隊員、石川拓人）
- 桃心之劍（村民、武者A）
- 境界觸發者（2014年—2015年，老師、新人隊員、C級隊員、隊員）

2015年
- 夏洛特（教師A、男學生八木沼、監視員B、翻譯能力的爆炸頭）
- 純潔的瑪利亞（傭兵2、槍兵）
- 戰國無雙（家臣B、村民B、真田丸兵B、豐臣兵B、伊達兵）
- 美男高校地球防衛部LOVE！

2016年
- 黑骸（青馬劍之介時貞[15]）
- 月歌。THE ANIMATION（男性播報員）

2017年
- piace ～我的義大利料理～（近野桐秀[16]）
- 正確的卡多（市民）
- 歡迎來到實力至上主義的教室（2017年—2024年，橋本正義[17]）3系列[系列 2]

2018年
- 七大罪系列（2018年—2021年，戴斯皮亞斯）3系列[系列 3]
- 博多豚骨拉麵團（狩村）
- 時間飛船 逆襲的三惡人（約翰）
- Angolmois 元寇合戰記（銀七）

2019年
- 笑容的代價（蓋伊·馬雷）

2020年
- 掠奪者（阿久井玄治）
- 新櫻花大戰 the Animation（神山誠十郎[18]）
- GETUP！GETLIVE！＃GERAGERA（日语：GETUP! GETLIVE!#テレビアニメ）（喜多見蓮[19]）
- 果然我的青春戀愛喜劇搞錯了。完（秦野）
- 龍族拼圖（新八）
- 我立於百萬生命之上（保鑣）

2021年
- 哥斯拉 奇異點（佐藤隼也[20]）
- 白砂的Aquatope（屋嘉間志空也[21]）
- D_CIDE TRAUMEREI THE ANIMATION（織田龍平[22]）
- 新幹線變形機器人 辛卡利昂Z（2021年—2022年，神凪[23]）

2022年
- Love All Play（榊翔平[24]）
- 即使如此依舊步步進逼（田中步[25]）
- 新網球王子 U-17 世界盃（2022年—2024年，米海爾·俾斯麥[26]）2系列[系列 4]
- 神渣☆偶像（伯方譽[27]）
- 異世界藥局（皮耶爾）
- 決鬥大師 WIN（2022年—2024年，凱薩王子[28]）2系列[系列 5]
- 機動戰士鋼彈 水星的魔女（2022年—2023年，古爾·杰特克[29][30]、摘要敘述[31]）2系列[系列 6]
- 孤獨搖滾！（樂團成員、客人）
- VAZZROCK THE ANIMATION（折原大雅[32]）
- 書蟲公主（艾文·歐蘭薩[33]）
- 被勇者隊伍開除的馭獸使，邂逅了最強種的貓耳少女（吉雷·史特雷加）

2023年
- 弦音 -相繫的一射-（大田黑賢有[34]）
- 文豪Stray Dogs（末廣鐵腸[35]）2系列[系列 7]
- 『FLAGLIA』 ～暑假物語～（哲[36][37]）
- 給不滅的你（亞諾）
- 萊莎的鍊金工房 ～常闇女王與秘密藏身處～（博斯·布倫嫩）
- 黑暗集會（神代愛依的哥哥）
- 火線先鋒大吾 救國的橘衣消防員（長谷部[38]）
- 鴨乃橋論的禁忌推理（2023年—2024年，鴨乃橋論[39][40]）2系列[系列 8]
- 聖魔大戰 BIKKURI-MEN（日语：ビックリメン）（胡德[41]）
- 『催眠麥克風 -Division Rap Battle-』Rhyme Anima +（斯庫羅、公魚悟）
- Dr.STONE 新石紀（2023年—2025年，松風）3系列[系列 9]

2024年
- 外科醫生愛麗絲（林克·德·羅馬諾夫[42]）
- 勇氣爆發Bang Bravern（路易斯·史密斯[43]）
- 小酒館Basue（山田[44]）
- 治癒魔法的錯誤使用法（尼祿·埃爵司）
- 失憶投捕（藤堂葵[45]）
- 鬼滅之刃 柱訓練篇
- Delico's Nursery（基斯）
- 多數欠（日语：多数欠）（哲）
- 關於我轉生變成史萊姆這檔事（莫塞）
- 青之壬生浪（土方歲三[46]）
- 村井之戀（小林茶利）

2025年
- 雖然是公會的櫃檯小姐，但因為不想加班所以打算獨自討伐迷宮頭目（許勞德·勞昆）
- 小浣熊 卡爾卡爾團（日语：あらいぐま カルカル団）（可米卡爾[47]）
- Clevatess -魔獸之王與嬰兒與屍之勇者-（姆德[48]）
- 戀上換裝娃娃 Season 2（少主）
- 美男高校地球防衛部HAIKARA！（日语：美男高校地球防衛部ハイカラ!）（乳頭左門[49]）
- 神椿市建設中。（阿耆尼[50]）
- 雙人單身露營（日语：ふたりソロキャンプ）（瀧川彰人[51]）
- WITCH WATCH 魔女守護者（藤木累[52]）
- 數碼寶貝BEATBREAK（澤城京[53]）
- 青之壬生浪 芹澤暗殺篇（土方歲三[54]）

2026年
- 判處勇者刑 懲罰勇者9004隊刑務紀錄（賽羅·佛魯巴茲[55]）
- 打工仔的拷問日常（休[56]）
- 透明男子與人類女孩～兩人遲早會成為夫妻～（透乃眼明[57]）

時期未定
- 厄里斯的聖杯（蘭道夫·阿斯達[58]）

### 電影動畫
- 劇場版 魔法少女小圓［新篇］ 叛逆的物語（2013年，男學生）
- 交響詩篇艾蕾卡7：高度進化1（日语：交響詩篇エウレカセブン ハイエボリューション）（2017年，家族A）
- 七龍珠超：布羅利（2018年，李克）
- 劇場版 美少女戰士Eternal（2021年，傑諾太姆）
- 劇場版 刀劍神域 -Progressive- 無星夜的詠嘆調（2021年）
- 偶像夢幻祭 -Road to Show!!-（2022年，天城燐音）
- 劇場版 刀劍神域 -Progressive- 陰沉薄暮的詼諧曲（2022年，渥爾夫岡[59]）
- THE FIRST SLAM DUNK（2022年，安田靖春）
- 劇場版 閃電十一人：新英雄們的序章（2024年，櫻咲丈二[60]）
- 劇場版 鬼滅之刃 無限城篇：第一章 猗窩座再襲（2025年，野口）

### OVA
- 科學化學症候群（2013年，生物B）[注 1]
- 翠星上的加爾岡緹亞（2013年，船員）[注 2]

### 網路動畫
2010年代
- 美少女戰士Crystal（2014年，男學生）
- 神酒之尊（日语：神酒ノ尊-ミキノミコト-）（2018年—2019年，靈山[61][62]）
- 拳願阿修羅（2019年，伊旺·卡拉瑞夫[63]）2系列

2020年代
- 攻殻機動隊：SAC_2045（2020年，矢口三治）
- 娑婆氣（日语：しゃばけ）（2021年，佐助[64]）
- 鋼彈創壞者 對戰風雲錄（2021年，真原健太郎／蒙面人）
- 衝吧烈子（2021年，冰室、次郎、井狩）
- 轟天高校生（2022年，約翰·捷克蒙特[65]）
- 七大罪：愛丁堡的恩怨（2022年—2023年，戴斯皮亞斯[66]）
- 迪士尼 扭曲仙境 動畫版（2025年，圓滿雄劍[67]）

### 遊戲
2012年
- 怪物烈傳 Oreca Battle（日语：モンスター烈伝 オレカバトル）（狂戰士拉克夏沙[68]、魔王阿祖爾[68]）
- 新·劍與魔法與學園刻之學園（日语：新・剣と魔法と学園モノ。刻の学園）
- 假面騎士全集合騎士世代2（日语：オール仮面ライダー ライダージェネレーション）／龍騎（2012年—2016年，假面騎士真、假面騎士G3-X）2作品
- 真·北斗無雙（福克斯[69]）

2013年
- 假面騎士：鬥騎大戰創生（日语：仮面ライダー バトライド・ウォー）（2013年—2016年，馬操冥使徒、假面騎士G3-X）3作品
- 心靈傳奇R
- Muv-Luv Alternative Total Eclipse

2014年
- 妖怪午飯（景墨[70]）
- 假面騎士：召喚大戰！（日语：仮面ライダー サモンライド!）
- 超級英雄世代（克博加、蠍獅、巴哈姆特、XVII-17組構）
- 超級機器人大戰系列（2014年—2019年，一般兵）4作品[系列 10]

2015年
- 英雄傳說 空之軌跡 FC Evolution（雷斯[71]）
- 人中之龍0 誓約的場所
- 末世之蝕（日语：ワールド エンド エクリプス）（排骨[72]）

2016年
- 伊蘇VIII -丹娜的隕涕日-（弗朗茲、里德船長）
- 戰國無雙 真田丸（佐助[73]）
- 文豪與鍊金術師（吉川英治）
- Magical Stone（遊隼）
- 黎明學園學生會 ～天魔的末裔與禁斷的果實～（雨宮瞬一）

2017年
- 夢王國與沉睡中的100位王子殿下（多萊〈第2代〉）
- 魔法時光 The Brats’ Parade（布萊恩）
- 戀愛公主 ～虛假的公主與10位婚約者～（崔佛＝羅斯[74]）
- CARAVAN STORIES（日语：CARAVAN STORIES）（札庫多爾[75]）

2018年
- 刀劍亂舞 ONLINE（2018年—2024年，靜形薙刀[76]）
- 快感♥指令 CLIMAX -NEXT GENERATION-（日语：快感・フレーズ）（篠宮聖司）
- 問答魔法學院：失落奇幻元素（村民〈男〉）

2019年
- Op8♪（和泉八雲）
- JUMP FORCE（Venoms）
- 超級機器人大戰DD（2019年—2025年，迪度[77]／迪達里昂／迪達里昂·札姆、青馬劍之介時貞、路易斯·史密斯）
- 萊莎的鍊金工房 ～常闇女王與秘密藏身處～（博斯·布倫嫩[78]）
- 魔法氣泡!! Quest（日语：ぷよぷよ!!クエスト）（神山誠十郎[79]）
- 新櫻花大戰（神山誠十郎[80]）
- 超級機器人大戰X-Ω（日语：スーパーロボット大戦X-Ω）（神山誠十郎）
- BLADE XLORD 眾劍之王（吉克[81]）

2020年
- 塗鴉王國（日语：ラクガキ キングダム）（扎卡爾多·布洛[82]）
- 偶像夢幻祭!! Basic／Music（2020年—2024年，天城燐音[83]）2作品
- 鎖鏈戰記3（神山誠十郎）
- VALIANT TACTICS（迪爾克[84]）
- 足球小將翼 新秀崛起（日语：キャプテン翼 (ゲーム)）（加百列·格爾班）
- 萊莎的鍊金工房2 ～失落傳說與秘密妖精～（博斯·布倫嫩[85]）
- Haunted Obachestra（亞力山德[86]）
- 魔法禁書目錄 幻想收束（服部半藏）

2021年
- 戰國無雙5（山中鹿介[87]）
- 月姬 -A piece of blue glass moon-（米哈爾·羅亞·巴爾丹姆楊）
- Melty Blood 逝血之戰: TYPE LUMINA（2021年—2022年，米哈爾·羅亞·巴爾丹姆楊[88]）
- D_CIDE TRAUMEREI（織田龍平[89]）
- 超級機器人大戰30（迪達里昂 等）
- 純愛手札 Girl's Side 4 Heart（七森實[90]）
- 逆轉奧賽羅尼亞（日语：逆転オセロニア）（滑瓢）

2022年
- 寶可夢大師EX（悟松[91]）
- 閃耀傳說（伊翁[92]）
- 數碼寶貝絕境求生（富永良[93]）
- 機動戰士鋼彈 兵工廠基地（日语：機動戦士ガンダム アーセナルベース）（古爾·杰特克）
- LINE：鋼彈大亂鬥（古爾·杰特克）

2023年
- 碧藍幻想（婆羅娑羅摩[94]）
- 怪物彈珠（古爾·杰特克[95]）
- 萊莎的鍊金工房3 ～終結之鍊金術士與秘密鑰匙～（博斯·布倫嫩[96]）
- 言靈戰士（日语：共闘ことばRPG コトダマン）（尤古德里安[97]、末廣鐵腸[98]、波科龍）
- 鏡光傳奇 Recollection（日语：テイルズ オブ ザ レイズ）（賽瑞歐斯·卡夫特羅[99]）
- 9 R.I.P.（狐春[100]）
- 閃耀傳說 ～出場樂～（伊翁[101]）
- 闇影詩章（阿什利[102]）

2024年
- 泡沫烏有史（石蕗[103]）
- 永恆群星的星象儀（齊格[104]）
- 百英雄傳（馬爾里奇[105]）
- 機動戰士鋼彈 極限VS.2（日语：機動戦士ガンダム エクストリームバーサス2）（2024年—2025年，古爾·杰特克）2作品[注 3]
- Ride Kamens（日语：ライドカメンズ）（海羽靜流／假面騎士SIZ[106]）
- Fate/Samurai Remnant（流浪騎士／趙雲[107]）[注 4]
- 聖劍傳說 瑪娜幻象（傑德）
- Famicom偵探俱樂部 笑臉男EMIO（久瀨誠[108]）
- Honey Vibes（芬[109]）

2025年
- 崩壞：星穹鐵道（萬敵[110]）
- 真·三國無雙 起源（曹操[111]）
- 龍族拼圖（古爾·杰特克）
- SD鋼彈 G世代 ETERNAL（日语：SDガンダム GGENERATION ETERNAL）（古爾·杰特克）
- 閃電十一人 英雄們的勝利之路（櫻咲丈二[112]）
- OVER REQUIEMZ（凱撒·奧茲瑪[113]）

2026年
- Handsome Laundering -the mystic lover-（月城葦夜[114]）

### 廣播劇CD
- GETUP！GETLIVE！Steam Rising（日语：GETUP! GETLIVE!）（2019年，喜多見蓮）
- 神神化身 -Dance and Music for KAMI- 暗夜眾 舞奏曲集·壹（2020年，萬燈夜帳）
- VAZZROCK COLOR系列 [-YELLOW-] Yellow belly（2020年，折原大雅）
- 催眠麥克風 -Division Rap Battle- 2nd D.R.B Fling Posse VS MAD TRIGGER CREW（2021年，頸木）
- 神神化身 -Dance and Music for KAMI- 暗夜眾 舞奏曲集·貳（2021年，萬燈夜帳）
- Live us vol.1～vol.6（2021年，靈令凰[115]）
- 機動戰士鋼彈 水星的魔女 特別廣播劇CD（2023年，古爾·杰特克[116]）[注 5]

#### BLCD
2015年
- （武田龍之介）

2018年
- （須藤仁[117]）

2019年
- （蒼谷英人）
- （藤司）

2020年
- （2020年—2021年，外川）
- （阿米爾）

2021年
- （要）
- （藤堂）
- （2021年—2023年，七生的哥哥〈七生一悟〉）
- （支倉秀士）
- （春）
- （瀨戶）

2022年
- （黑岩直斗[118]）
- （真澄）
- （玖珂綺史）
- （四葉康宏）
- （2022年—2024年，枇枇木理央）
  - [注 6]
  - [注 7]
- （源潤太）
- （笹室藍士）
- （2022年—2024年，一條晴斗[119]）
- （金岡雅喜）
- （宇喜田煌成）

2023年
- （白蛇）
- 夜畫冊[注 8]（奇法）
- （蜀）
- （環侑久）
- （和仁塚愛）
- （奧村諒太）
- （大前鷹雄[120]）
- （多田健吾）
- 愛餓，更多。1（神代頼凪）
  - 愛餓，更多。[注 9]

2024年
- 觸摸你的夜晚（榊千夏）
- （久慈明仁）
- （2024年—2025年，伊勢崎凌介）
- 裸足的天使（泰納）
- 辦公室的獵豹（地味井佑吉）
- 是很可愛啦但不可愛（柊伊吹）
- 午夜的肌膚之親 vol.1（2024年—2025年，犀川雷）
  - 午夜的肌膚之親 vol.2
- 苦澀的玩伴關係（葛城）
- PEDIGREE 1（虎斧摩宗）
- 當面相凶惡的鄰居是Ω時的應對法（宮永龍之介）
- 在有著兄弟制度的不良學園，今天也被逼迫結義（本堂勇緋）
  - 在有著兄弟制度的不良學園，今天也被逼迫結義[注 10]
- 與翻弄系小說家之間的羅曼史（八神爽）
- （大庭壹真）
- HIS Little Amber（琥士郎）
- （安東壹志）

2025年
- 費洛蒙中毒（冬馬光）
- 後宮的Ω（哈立德）

### 廣播劇
- 花之慶次“琉球之章”（2013年）

### 數位漫畫
- （2022年，盧卡斯·赫布斯特）[121]
- （2023年，干潟）[122]
- （2023年，日高良平）[123]
- （2023年，三上）[124]
- （2023年）[125]
- （2023年，雷歐）[126]
- （2024年，高橋[127]）

### 有聲劇
- BYEBYE人類（2016年、佐藤[128]）
- （2022年，成瀨拓海[129]）
- 守燈人 ～幻想夜話～（日语：燈の守り人）（2023年，犬吠埼燈塔[130]）
- （2023年，萊因哈德侯爵）—從animate或amazon購買漫畫可獲贈[131]
- （2025年，奎因[132]）—第3冊發行紀念PV

### 有聲漫畫
- 凍堂家的正太女僕（2025年，凍堂廉之助[133]）

### 有聲書
- - （2012年，旁白〈朗讀〉）
  - （2012年，旁白〈朗讀〉）
  - （2012年，旁白〈朗讀〉）
- 又做了，相同的夢（2017年，新太郎老師[134]）
- 浮雲心霊奇譚 赤眼の理（2020年，旁白〈朗讀〉[135]）
- （2023年，槙野怜苑[136]）

### 影像商品
- 偶像夢幻祭 小隊歌曲CD ALKALOID & Crazy:B 發佈直播 ～Kiss of Party～（2021年4月28日）[137]

### 外語配音

#### 電影
- 生死極速（英语：Driven (2001 film)）（詹姆斯·羅曼·“吉米”·布萊〈基普·帕杜〉）※隨選視訊版。
- 魔鬼毀滅者：重生（英语：Eraser: Reborn）（梅森·波拉德〈多明尼克·席伍德〉[138]）
- 恐懼大街2：1978（湯米·斯萊特）
- 月光光新慌慌：萬聖結（科里·坎寧安 〈羅漢·坎貝爾（英语：Rohan Campbell）〉）
- 那一天的小確幸（英语：The Map of Tiny Perfect Things）（馬克〈凱爾·艾倫〉）

#### 電視影集
- 社內相親（姜泰武〈安孝燮〉）
- Fate：魔法俏佳人傳奇（希凱）
- 大君—繪製愛情（李徽／穩城大君〈尹施允〉[139]）
- 逆賊：偷百姓的盜賊（洪吉童 〈尹筠相〉）※東京電視台版[140]。
- 黑函情報戰（歐文·亨德立克〈諾亞·森迪尼奧〉[141]）
- 睡魔（無盡（英语：Endless (comics)））
- 連環殺手的妻子（英语：The Serial Killer's Wife）（湯姆·費爾柴爾德〈傑克·法爾辛（英语：Jack Farthing）〉[142]）
- 溫徹斯特家族（英语：The Winchesters）（約翰·溫切斯特（英语：John Winchester (Supernatural)）〈德雷克·羅傑〉[143]）
- 勝利之歌（布雷登）
- 黑道律師文森佐（張俊宇〈玉澤演〉[144]）

#### 動畫
- 鯤吞天下之掌門歸來（日语：B8station）（2025年，蘇暮川[145]）

### 旁白
有聲書的旁白工作，請參閱#有聲書部分。

#### 電視節目
- 美食知識刑警立花（日语：めしばな刑事タチバナ）（片頭影片，東京電視台）
- （東京電視台）
- Game-club eSports MaX（TOKYO MX）
- 單身有田愛上的女人 ～改變命運的結婚生活TV～（日语：愛され女と独身有田〜運命を変える婚活TV〜）（日本電視台）
- 平假名推（東京電視台）
- 在日向坂見面吧（東京電視台）
- 遊戲配信 e-Strangers（TOKYO MX）
- （日本電視台）
- （MBS）

#### 其它
- （旁白、的聲音）
- 守燈人 燈塔聲音指南（日语：燈の守り人） 千葉縣銚子市 犬吠埼燈塔（2023年）[130]
- 東北電力CM「迎接能源的未來 上越火力（日语：上越火力発電所）篇」（2024年[146]）

### 廣播節目
※記號表示說明網路廣播。
- 阿座上洋平&市川太一的用餐電台！（2017年，音泉）※[147]
- 6（SIX）的GETUP！GETLIVE！電台（日语：GETUP! GETLIVE!#ラジオ）（2019年—，音泉）※[148]
- 6（SIX）的GETUP！GETLIVE！電台 出張版！6喜利（2020年－，GETUP！GETLIVE！後援手機網站）※[149]
- 偶像夢幻祭『ALKALOID』&『Crazy:B』的電台廣場!!（2019年11月29日—2020年11月27日，音泉）※[150]
- （2021年，AG-ON Premium（日语：AG-ON Premium）、超！A&G+）※[151]

### 網路電視劇
- 只有聲音的天使（日语：＃声だけ天使） 第1話（2018年，飾 配音員）

### 電視節目
※記號表示網路電視。
- 電視動畫「黑骸」niconico直播 ～強渡關山！～（2016年，niconico直播）※
- piace ～我們的完整課程～（2016年—2017年，niconico直播）※

### 其它
※記號表示網路電視。
- 石井龍也（日语：石井竜也）巡迴演唱會2018「-陣 JIN-」（2018年，秋月堂一角的聲音）
- 假面騎士ZI-O FINAL STAGE（2019年9月29日、10月5日、12日、13日，假面騎士1號〈THE FIRST〉的聲音）
- 『超級機器人大戰DD』TVCM -配信中篇- 30秒Ver.（2019年）
- 舞台『新櫻花大戰 the Stage』（2020年11月，神山誠十郎的聲音[152][153]）
- DAZN紀錄片「2020 GIANTS -INSIDE-」「2021 GIANTS -INSIDE-」「2022 GIANTS -INSIDE-」（旁白）
- （2020年9月14日，-絆- on Stage 2020）※[154]
- （2020年12月26日，-絆- on Stage 2020）※[155]
- ALLNIGHT SAY YOU FUJI（2021年，富士電視台TWO（日语：フジテレビTWO）[156]）
- 短篇綜合電影 GEMNIBUS vol.1『哥吉拉對梅加洛』（2024年[157]）

## 音樂作品

### 角色歌曲
| 發行日期 | 商品名稱                                                       | 歌 | 樂曲                                                           | 備註                                              |
| 2017年   | 2017年                                                         | 2017年 | 2017年                                                         | 2017年                                            |
| -------- | -------------------------------------------------------------- | --- | -------------------------------------------------------------- | ------------------------------------------------- |
| 3月1日   |                                                                | 本日的廚師 | 「」                                                           | 電視動畫《piace ～我的義大利料理～》片尾主題曲    |
| 3月1日   | 北原麻呂（米內佑希）、近野桐秀（阿座上洋平）、折木衛（八代拓） | 「」 | 電視動畫《piace ～我的義大利料理～》相關歌曲                   |                                                   |
| 2019年   |                                                                | |                                                                |                                                   |
| 11月6日  | GETUP！GETLIVE！Steam Rising                                   | 上原淳也（花江夏樹）、東澤楓（西山宏太朗）、町田瀨那（豐永利行）、大野虎之助（石川界人）、喜多見蓮（阿座上洋平）、狛江一馬（熊谷健太郎）                                       | 「GETUP！GETLIVE！」                                           | 《GETUP！GETLIVE！》主題歌                        |
| 2020年   |                                                                | |                                                                |                                                   |
| 1月29日  | 偶像夢幻祭 小隊歌曲CD Crazy:B                                  | Crazy:B | 「Crazy Roulette」 「Be The Party Bee！」 「RISKY VENUS」      | 遊戲《偶像夢幻祭》相關歌曲                        |
| 7月24日  | 春夏秋冬、宵之宴                                               | 越乃寒梅（高橋廣樹）、玉乃光（新井良平）、澤乃井（松風雅也）、金龜（竹本英史）、靈山（阿座上洋平）、出羽櫻（三浦祥朗）、國稀（高城元氣）、獺祭（豬股慧士）                     | 「」                                                           | 《神酒之尊》主題歌                                |
| 8月26日  | BRAND NEW STARS!!                                              | ES All Stars | 「BRAND NEW STARS!!」                                          | 遊戲《偶像夢幻祭》主題歌                          |
| 8月26日  | BRAND NEW STARS!!                                              | ES All Stars | 「Walk with your smile」                                       | 遊戲《偶像夢幻祭》相關歌曲                        |
| 12月16日 | 神神化身 -Dance and Music for KAMI- 暗夜眾 舞奏曲集·壹         | 舞奏社 | 「」                                                           | 《神神化身》相關歌曲                              |
| 12月16日 | 神神化身 -Dance and Music for KAMI- 暗夜眾 舞奏曲集·壹         | 暗夜眾 | 「」 「」                                                      | 《神神化身》相關歌曲                              |
| 12月23日 | 偶像夢幻祭 ES偶像歌曲 season1 Crazy:B                          | Crazy:B | 「Honeycomb Summer」 「PARANOIA STREET」 「BRAND NEW STARS!!」 | 遊戲《偶像夢幻祭》相關歌曲                        |
| 2021年   |                                                                | |                                                                |                                                   |
| 6月23日  | FUSIONIC STARS!!                                               | ES All Stars | 「FUSIONIC STARS!!」                                           | 遊戲《偶像夢幻祭》相關歌曲                        |
| 6月23日  | FUSIONIC STARS!!                                               | Fraternity | 「」                                                           | 遊戲《偶像夢幻祭》相關歌曲                        |
| 7月14日  | 偶像夢幻祭 ES偶像歌曲 season2 Crazy:B                          | Crazy:B | 「」 「Noisy:Beep」                                            | 遊戲《偶像夢幻祭》相關歌曲                        |
| 8月18日  | STATION IDOL LATCH！01                                         | 戶成綾／日暮里（山口智廣）、高良摩利央／御徒町（阿座上洋平） | 「Two as One？」                                               | 《STATION IDOL LATCH！》相關歌曲                  |
| 9月15日  | GETUP！GETLIVE！For seasoning                                  | 上原淳也（花江夏樹）、東澤楓（西山宏太朗）、町田瀨那（豊永利行）、大野虎之助（石川界人）、喜多見蓮（阿座上洋平）、狛江一馬（熊谷健太郎）、早島雷（天崎滉平）、早島央（原岳人） | 「OWARAI BANZAI」                                              | 《GETUP！GETLIVE！》主題歌                        |
| 10月6日  | 神神化身 -Dance and Music for KAMI- 暗夜眾 舞奏曲集·貳         | 萬燈夜帳（阿座上洋平） | 「Vilnius」                                                    | 《神神化身》相關歌曲                              |
| 2022年   |                                                                | |                                                                |                                                   |
| 1月26日  | Do the thing                                                   | StrelitziA | 「Do the thing」 「現在 -IMA-」                                | 《Live us》相關歌曲                               |
| 3月9日   | 偶像夢幻祭 FUSION UNIT SERIES 07 Crazy:B × 2wink               | Crazy:B、2wink | 「LEMON SQUASH CHEERS！」                                      | 遊戲《偶像夢幻祭》相關歌曲                        |
| 3月9日   | 偶像夢幻祭 FUSION UNIT SERIES 07 Crazy:B × 2wink               | Crazy:B | 「FUSIONIC STARS!!」                                           | 遊戲《偶像夢幻祭》相關歌曲                        |
| 8月17日  | HAPPINESS for ALL                                              | Cgrass | 「HAPPINESS for ALL」                                          | 電視動畫《神渣☆偶像》插入歌                       |
| 8月17日  | HAPPINESS for ALL                                              | Cgrass | 「INNOCENT STORY」                                             | 電視動畫《神渣☆偶像》相關歌曲                     |
| 2023年   |                                                                | |                                                                |                                                   |
| 12月20日 |                                                                | 夫德（阿座上洋平）、彼得（原優希） | 「BYE×BYE GAME」                                               | 電視動畫《聖魔大戰 BIKKURI-MEN》相關歌曲          |
| 2024年   |                                                                | |                                                                |                                                   |
| 3月6日   |                                                                | 勇·碧（鈴木崚汰）、路易斯·史密斯（阿座上洋平） | 「」                                                           | 電視動畫《勇氣爆發Bang Bravern》片尾主題曲        |
| 4月3日   | 電視動畫「小酒館Basue」Cover Song Correction                   | 山田（阿座上洋平）、風間（福島潤） | 「」                                                           | 電視動畫《小酒館Basue》片尾主題曲                 |
| 4月3日   | 電視動畫「小酒館Basue」Cover Song Correction                   | 山田（阿座上洋平）、明美（高橋李依） | 「」                                                           | 電視動畫《小酒館Basue》片尾主題曲                 |
| 6月26日  | BRAND NEW STARS!!                                              | ES All Stars | 「BRAND NEW STARS!!」 「Walk with your smile」                 | 遊戲《偶像夢幻祭》相關歌曲                        |
| 6月26日  | FUSIONIC STARS!!                                               | ES All Stars | 「FUSIONIC STARS!!」                                           | 遊戲《偶像夢幻祭》相關歌曲                        |
| 7月23日  | 美男高校地球防衛部HAIKARA！ OP&ED                              | 蠻華羅新銳隊 | 「」                                                           | 電視動畫《美男高校地球防衛部HAIKARA！》片尾主題曲 |

## 腳註

## 外部連結
- 阿座上洋平｜青二Production （日語）
- 阿座上洋平｜青二ProductionPDF （日語）
- 阿座上洋平的X（前Twitter） （日語）